# Кадуна (штат)
Кадуна (англ. , хауса и фула Kaduna) — штат на севере Нигерии. Четвёртый по площади и третий по населению штат Нигерии. Административный центр штата — город Кадуна.

## История
Штат Кадуна был образован 27 мая 1967 года в ходе реформы административного деления Нигерии, разделившей страну на 12 штатов. До этого территория штата входила в состав Северной области, а Кадуна являлась столицей области. До 1976 штат назывался Северно-Центральным. В 1987 году от штата Кадуна была отчуждена территория, вошедшая в состав новообразованного штата Кацина.
В состав штата входит эмират Заззау, столицей которого является исторический город Зариа.

## Природа
В 1999 году на территории штата был образован национальный парк Камуку.

## Административно-территориальное деление
Штат разделён на 23 территории местного административного управления.
- Бирнин Гвари
- Гива
- Джаба
- Джема’а
- Зангон Катаф
- Зария
- Игаби
- Икара
- Кагарко
- Каджуру
- Каура
- Кауру
- Качия
- Кубау
- Кудан
- Лерэ
- Макарфи
- Сабон Гари
- Санга
- Северная Кадуна
- Соба
- Чикун
- Южная Кадуна